# Aristídis Baltás
Aristídis Baltás (grec moderne : Αριστείδης Μπαλτάς), né le 9 février 1943 à Corfou, est un philosophe et homme politique grec.

## Biographie
Aristídis Baltás est diplômé de l'université polytechnique nationale d'Athènes en ingénierie électrique et mécanique (1962-1967). Il obtient ensuite un doctorat de physique théorique à l'université Paris-XI en 1971 avec une thèse sur La neutrino-production des résonances baryoniques dans le modèle des quarks, sous la direction de François Lurçat.

### Engagement politique
Membre de SYRIZA, il est nommé, le 27 janvier 2015, ministre de la Culture, de l’Éducation et de la Religion dans le gouvernement Tsípras I.

## Publications
- Peeling Potatoes or Grinding Lenses: Spinoza and Young Wittgenstein Converse on Immanence and Its Logic, University of Pittsburgh Press, 2012